# Пески (Мостовский район)
Пе́ски (бел. Пе́скі) — агрогородок, центр Песковского сельсовета Мостовского района Гродненской области Республики Беларусь. Население 627 человек (2009). В Песках живёт 18,8% населения всего сельсовета.

## География

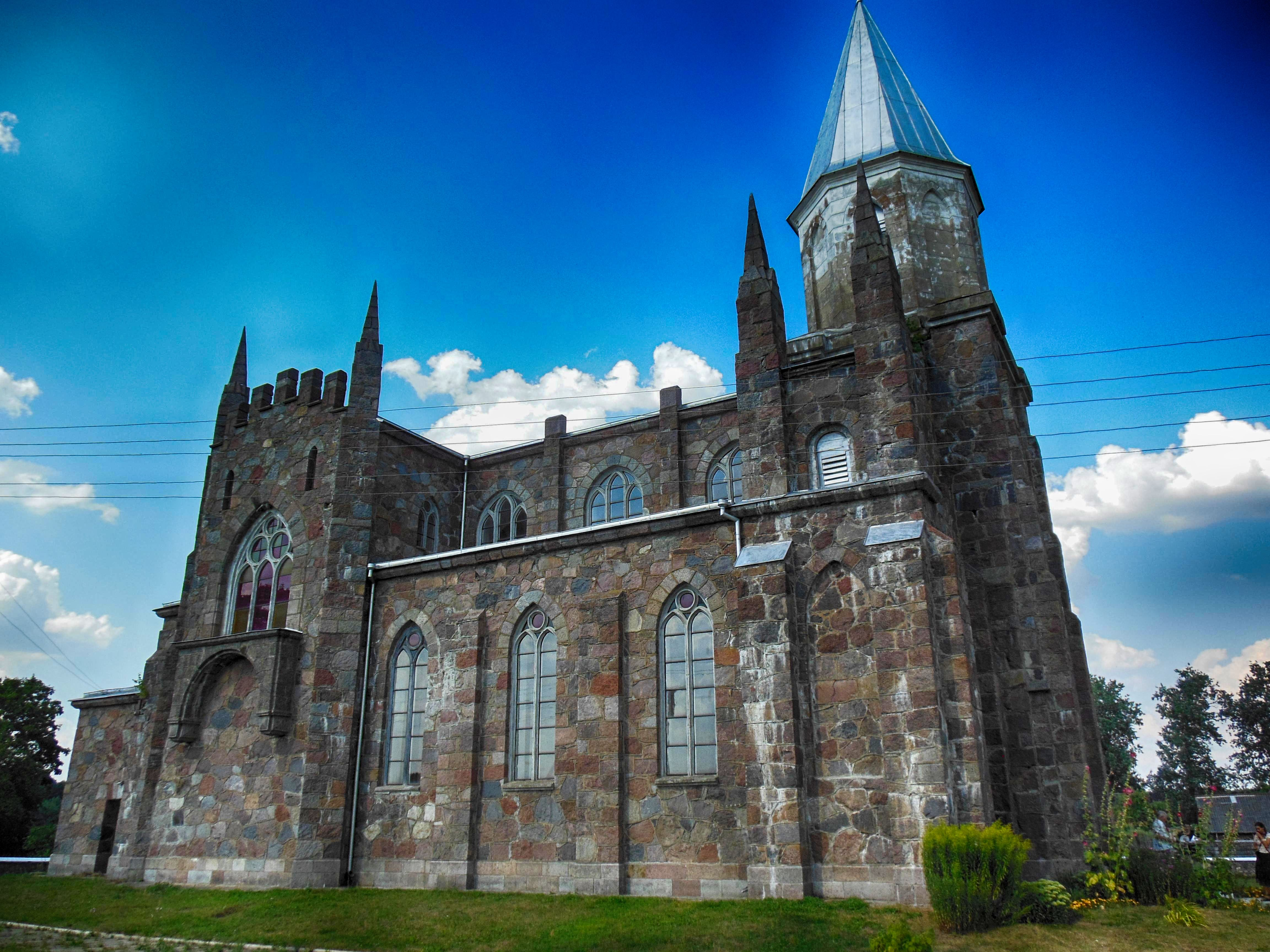
Католический храм в Песках

Посёлок расположен в 9 км к юго-востоку от города Мосты, в котором находится ближайшая к Пескам ж/д станция. Пески стоят на пересечении автодорог Мосты — Зельва и Волковыск — Щучин. Через посёлок протекает река Зельвянка.

## История
Впервые Пески упоминаются в XVI веке, они входили в состав Волковысского повета Новогрудского воеводства. В XVII веке обителью владели Сапеги, которые в 1682 году построили костёл Успения Девы Марии.
В результате третьего раздела Речи Посполитой (1795) Пески оказались в составе Российской империи, центром волости Волковысского уезда Гродненской губернии. В 1833 году в местечке было 110 домов ( 1 каменный, 109 деревянных), 2 церкви, 15 питейных домов и суконная фабрика, на которой работало 36 человек. В 1862 открылась народное училище, которое содержалось на средства государственной казны и местных жителей, а в 1870 году построена православная церковь Святого Николая.
В 1886 году в Песках была школа, церковь, 3 еврейских молитвенных дома, синагога, каплица, костёл, рынок, 14 магазинов, 5 водяных мельниц, 6 трактиров, кожевенный завод, еврейская богадельня, часовня, народное училище ( 57 мальчиков, 5 девочек), 6 питейных домов
В 1900—1915 годах в Песках на месте старого костёла был возведён неоготический храм Девы Марии Розария.
Согласно Рижскому мирному договору (1921) Пески оказались в составе межвоенной Польской Республики, где стали центром гмины Волковысского повета Белостокского воеводства.
В 1939 году Пески вошли в БССР. С 12 октября 1940 года Пески стали центром сельсовета.
В годы Второй мировой войны с июня 1941 до 13 июля 1944 Пески находились под немецкой оккупацией, гитлеровцы убили 8 мирных жителей, 61 человек воевал на фронте, 18 из них умерли. Во время оккупации здесь было организовано гетто, в котором  погибло около 2000 человек.

## Демография
- 1833 год — 485 чел., 110 домов.
- 1886 год — 1352 чел., 43 дома.
- 1887 год — 1121 чел.
- 1905 год — 3122 чел.
- 1998 год — 896 чел., 377 домов.
- 2000 год — 816 чел., 284 дома.
- 2001 год — 810 чел., 326 домов.
- 2009 год — 627 чел.

## Инфраструктура

### Здравоохранение
В агрогородке находится амбулатория врача общей практики и аптека пятой категории.

### Образование
В Песках действует ГУО «Песковский УПК детский сад-средняя школа».

### Бытовые услуги
Имеется комплексно-приёмный пункт.

### Магазины
В агрогородке есть магазин «Куфаль», «Родны кут», бар «Пескари».

### Культура
Сельский клуб «Пески» ГУ «Мостовский районный центр культуры», «Песковская сельская библиотека» ГУК «Мостовская районная библиотека».

### Культовые здания
- Католический храм Девы Марии Розария
- Православный храм Святого Николая

## Уличная система
Агрогородок состоит из 5 улиц и 1 переулка.

## Достопримечательности
- В 2 км от аг. Пески, на левой стороне дороги на Ляду памятник археологии — курганный могильник (1-я пол. 1-го тыс. н. э.). В 1 и 0,2 км от деревни Селище-1 и Селище-2, за 1, 3 и 3,5 км — Стоянка-1,2,3
- Селище, на правом берег реки Зельвянка, 0,2 км от аг. Пески —  Историко-культурная ценность Республики Беларусь, шифр 413В000383.
- Стоянка, в 1 км на северо-запад от агрогородка Пески, на левом берегу реки Зельвянка —  Историко-культурная ценность Республики Беларусь, шифр 413В000777.
- Католический храм Девы Марии Розария (1915)
- Православная церковь Святого Николая (1870)
- Еврейское и католические кладбища
- Памятник евреям — жертвам Холокоста
- Могила неизвестного солдата
- Мемориальная колонна (XVIII в.)
- Водяная мельница (нач. XX в.)
- Хозяйственный двор (XIX в.)

### Утраченное наследие
- Монастырь доминиканцев (1677)
- Синагога

## Галерея

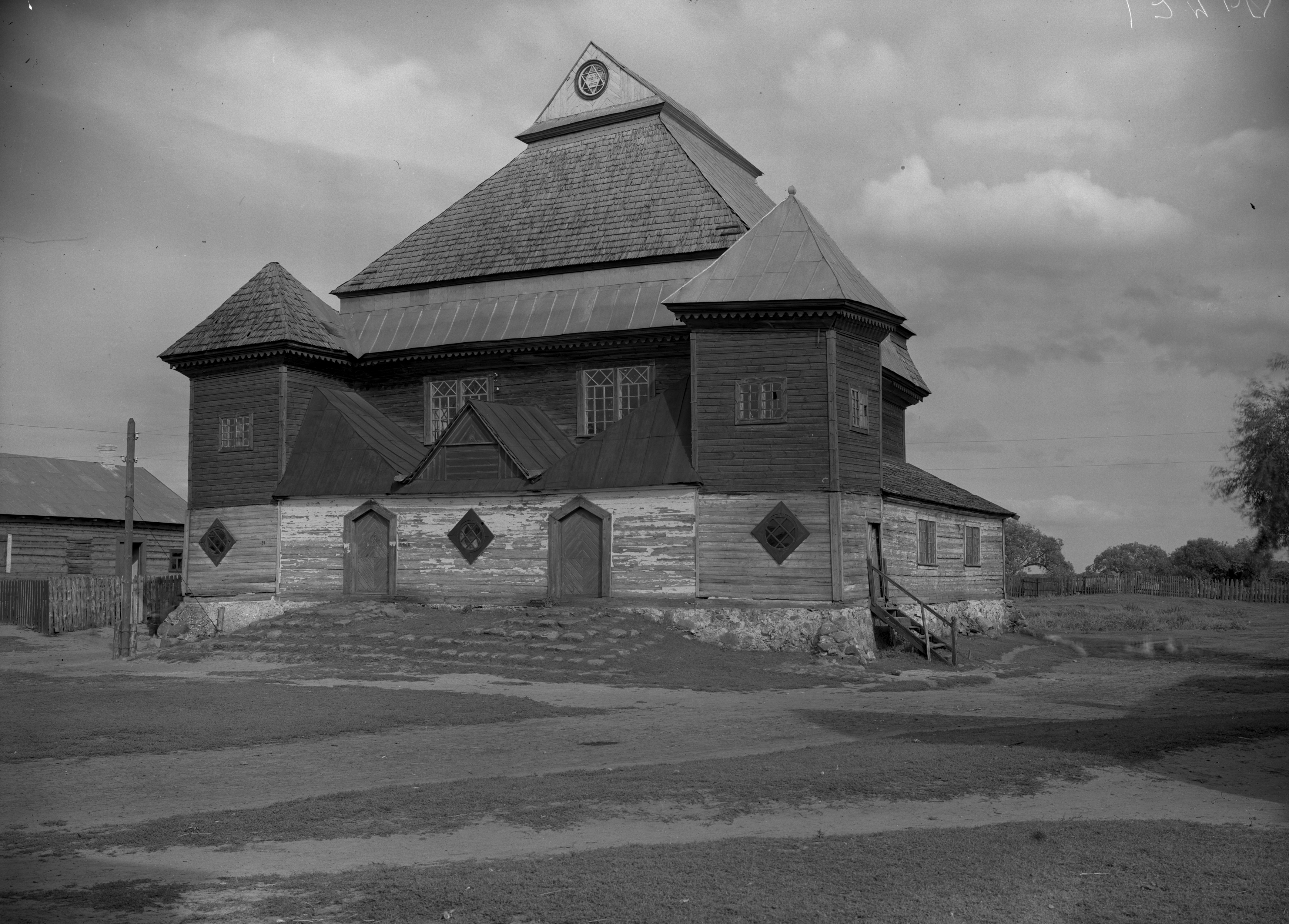
Синагога
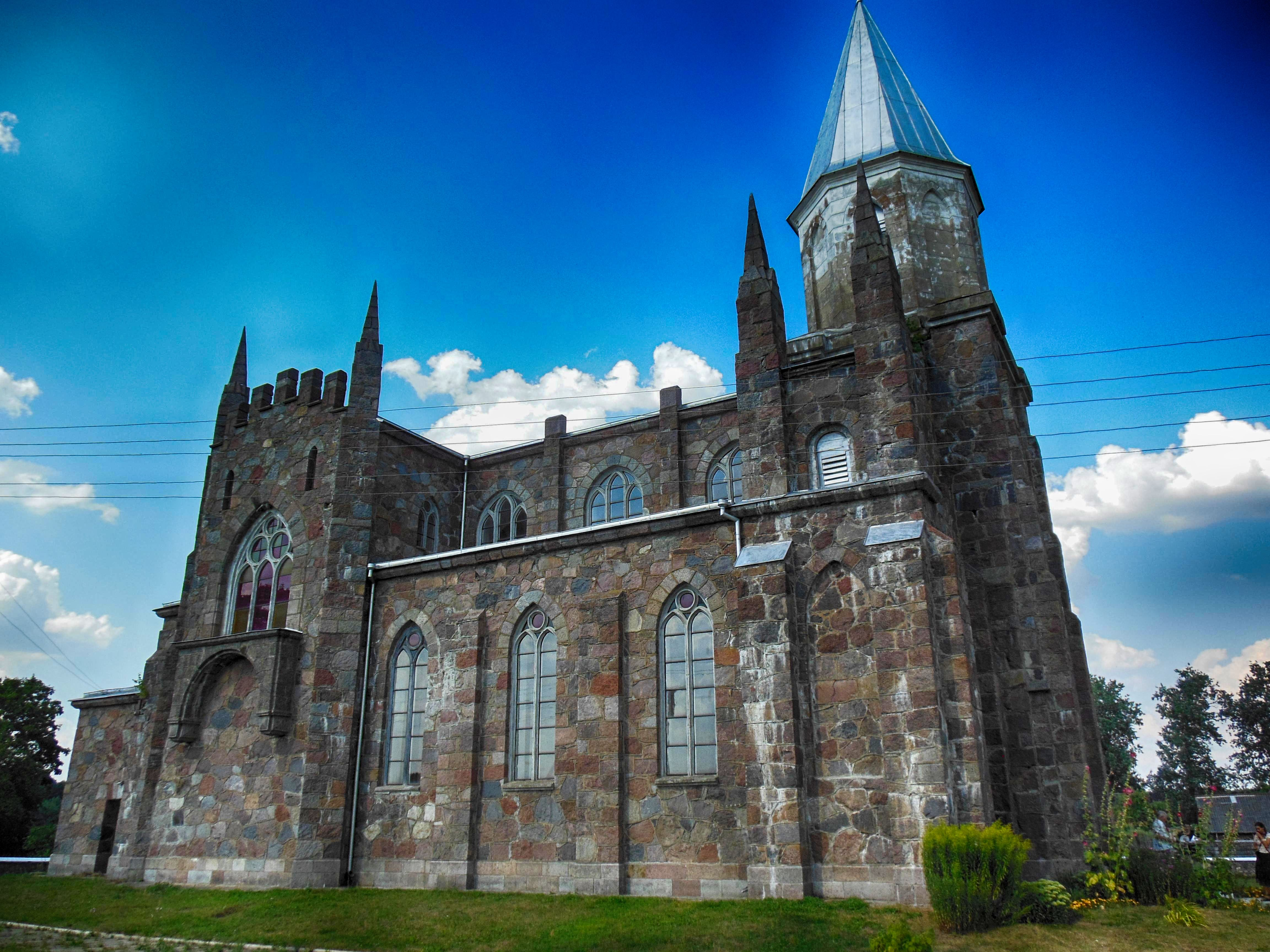
Католический храм Девы Марии Розария
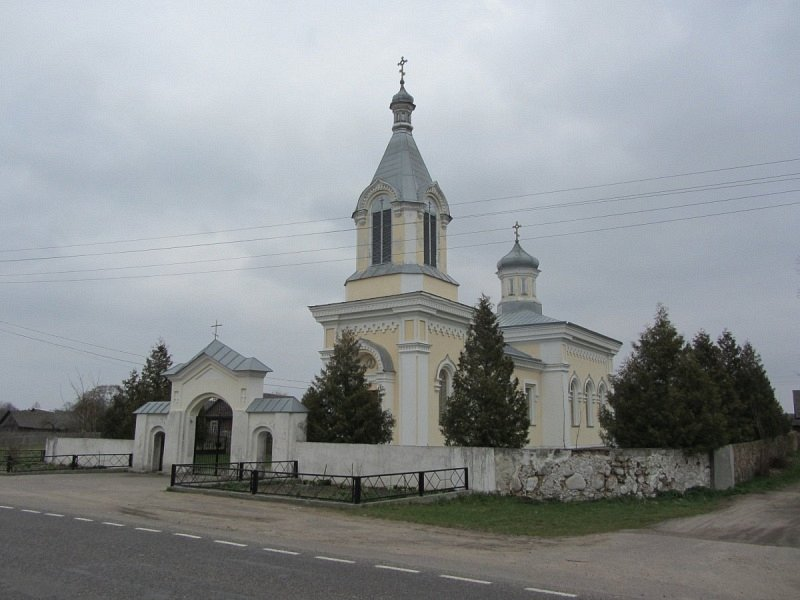
Православная церковь Святого Николая
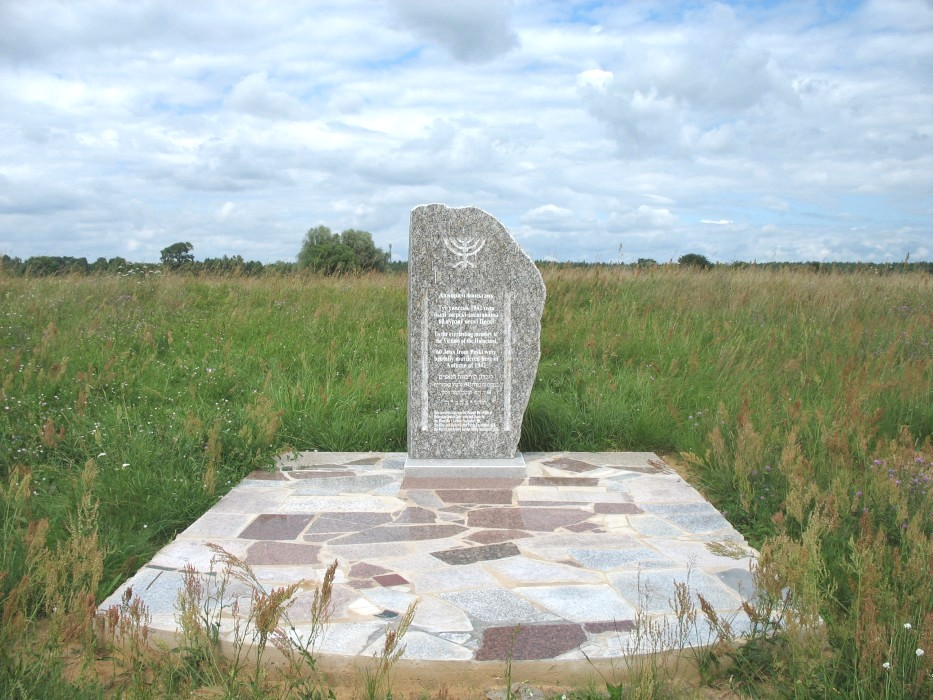
Памятник евреям деревни Пески, убитым во время Холокоста

## Известные уроженцы
- Винцковский Константин Максимович (1896—1963) — советский деятель здравоохранения, врач-дерматолог, врач-венеролог. Основоположник дерматовенерологической службы в Марийской АССР, главный врач Республиканского кожно-венерологического диспансера Марийской АССР (1929―1941, 1948―1963). Министр здравоохранения Марийской АССР (1946―1948). Заслуженный врач РСФСР (1958). Кавалер ордена Ленина (1953). Участник Гражданской войны в России и Великой Отечественной войны. Член ВКП(б) с 1940 года.